# Stazione di Seefeld in Tirol
La stazione di Seefeld in Tirol è la stazione ferroviaria di Seefeld in Tirol, in Austria. Si trova lungo la ferrovia di Mittenwald che collega la città di Innsbruck in Austria con quella di Garmisch-Partenkirchen in Germania.

## Storia
La stazione è stata aperta, come l'intera linea, nel 1912. Il primo edificio è stato progettato da Max von Ferstel ispirandosi a stazioni della ferrovia del Semmering. In occasione delle Olimpiadi invernali del 1964 il vecchio edificio è stato sostituito da uno nuovo costruito su progetto dell'architetto austriaco Hubert Prachensky. In quell'occasione, come anche per le Olimpiadi invernali del 1976, gran parte del pubblico è arrivato sui campi di gara di Seefeld attraverso la ferrovia.
Per i campionati mondiali di sci nordico che si sono tenuti nell'area di Seefeld nel 2019 esistevano progetti per spostare la stazione ferroviaria sottoterra, ma gli elevati costi non hanno permesso questa soluzione.
La stazione, proprio per questo evento, è stata comunque ammodernata. I lavori si sono svolti tra il marzo 2017 e il novembre 2018. La stazione è passata da tre binari a due con ciascuna banchina lunga 245 metri di cui 80 metri coperti. Si è provveduto inoltre alla costruzione di un parco più un parcheggio per 60 auto. Il sottopasso è stato ricostruito e dotato di due ascensori, mentre il piazzale della stazione ridisegnato e allargata la zona pedonale che è stata estesa fino all'entrata della stazione.

## Servizi
La stazione dispone dei seguenti servizi:
- Biglietteria automatica
- Sala d'attesa
- Servizi igienici

## Movimento
La stazione è servita da treni della linea S6 (Innsbruck Centrale - Garmisch-Partenkirchen) del servizio S-Bahn del Tirolo, svolto da ÖBB, nonché da treni regio-express della società Bayerische Eisenbahngesellschaft e dai treni InterCityExpress, a lunga percorrenza.